# Hornera circumsulcata
Hornera circumsulcata is een mosdiertjessoort uit de familie van de Horneridae. De wetenschappelijke naam van de soort is voor het eerst geldig gepubliceerd in 1894 door Hejjas.